# Nationalitäten-Hochschule Dalian

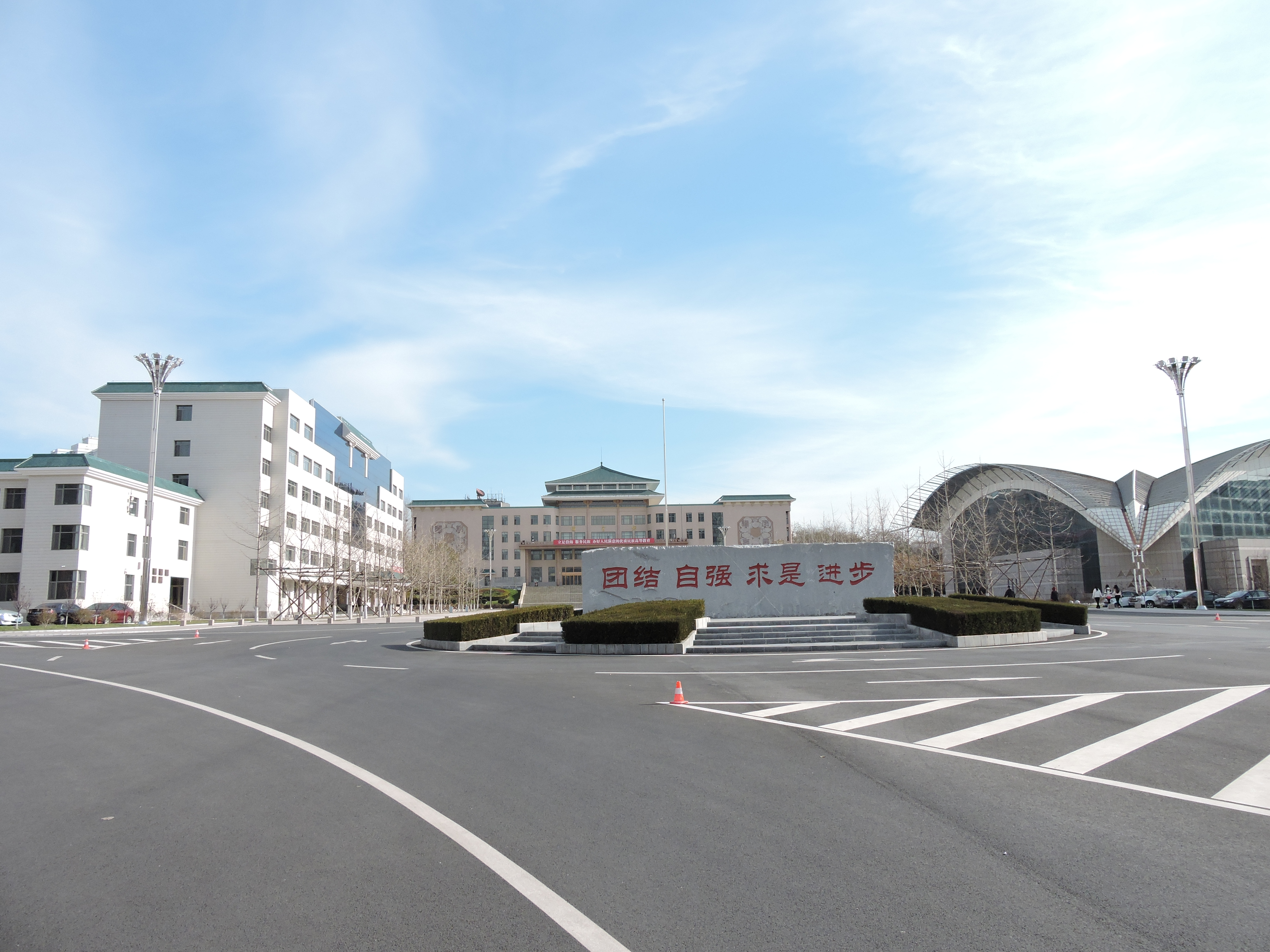
Gebäude

Die Nationalitäten-Hochschule Dalian (chinesisch 大连民族学院, Pinyin Dàlián Mínzú Xúeyuàn) wurde 1997 gegründet. Sie liegt im Stadtbezirk Jinzhou der Stadt Dalian in der nordostchinesischen Provinz Liaoning. Seit 2006 untersteht sie gemeinschaftlichen der Staatlichen Kommission für ethnische Angelegenheiten und den Regierungen der Provinz Liaoning und der Stadt Dalian.
Im Jahr 2011 hatte die Hochschule über 14.100 Studierende (davon mehr als 60 % Angehörige ethnischer Minderheiten) und 1305 Lehrkräfte, davon rund 35 % promovierte. Bis 2011 gab es 671 M.A.-Abschlüsse und 98 Promovierungen.

## Fakultäten und Zentraleinrichtungen
- Fakultät für Wirtschaft und Management (经济管理学院)
- Fakultät für Elektromaschinenbau, Informationstechnologie und Ingenieurwesen (机电信息工程学院)
- Fakultät für Biowissenschaften (生命科学学院)
- Fakultät für Sprachen und Kulturen des Auslands (外国语言文化学院)
- Fakultät für Design (设计学院)
- Fakultät für Informatik und Computeringenieurwesen (计算机科学与工程学院)
- Fakultät für Bauingenieurwesen und Architektur (土木建筑工程学院)
- Fakultät für Geisteswissenschaften und Jura (文法学院)
- Fakultät für Naturwissenschaften (理学院) mit angeschlossener gymnasialer Oberstufe (预科部)
- Fakultät für Internationale Betriebswirtschaftslehre (国际商学院)
- Fakultät für Informations- und Nachrichtentechnik (信息与通信工程学院)
- Fakultät für Umweltwissenschaften und Ressourcenkunde (环境与资源学院)
- Fakultät für Physik, Materialwissenschaft und Werkstofftechnik (物理与材料工程学院)
- Fakultät für internationalen Kulturaustausch (国际文化交流学院)
- Lehr- und Forschungsabteilung für den ideologischen, politischen und theoretischen Unterricht (思想政治理论课教学科研部)
- Lehr- und Forschungsabteilung für Sportwissenschaft (体育教学研究部) mit angeschlossener Sporthalle (体育馆)
- Akademie für die Erforschung der ethnischen Minderheiten Nordostchinas (东北少数民族研究院)